# 陈志伟 (1970年)
陈志伟（1970年5月—），男，汉族，河南汝阳人。1987年7月参加工作，1989年3月加入中国共产党。现任信阳市市长。

## 简历
曾任共青团汝阳县委书记；小店镇镇长，共青团洛阳市委书记；
2007年7月起任郸城县县长，周口市财政局局长；2011年4月，任周口市副市长，市财政局局长；2011年8月，任中共周口市委常委、鹿邑县委书记；
2015年3月，任中共安阳市委常委、政法委书记；2015年12月，任安阳市常务副市长；
2021年12月，任中共信阳市副书记，市人民政府代市长；